# 제12회 EBS 국제다큐영화제
제12회 EBS 국제다큐영화제는 2015년 8월 24일에 열린 시상식이다.

## 수상 및 후보

### 대상
- 티 타임 - 마이테 알베르디 수상

### 다큐멘터리 정신상
- 몽테뉴와 함께 춤을 - 이은지 수상

### 심사위원 특별상
- 어느 의대생의 죽음 - 압헤이 쿠마르 수상

### 시청자 관객상
- 피터의 상상초월 작업실 - 댄 리비키 외1명 수상

### 페스티벌 초이스
- 툭툭 - 로마니 사아드
- 수메 - 혁명의 사운드 - 이눅 실리스 호그
- 쿠바의 세 발레리나 - 에일린 호퍼
- 침팬지 콤플렉스 - 마크 슈미츠
- 아고라: 민주주의에서 시장으로 - 요르고스 아브게로폴로스

### 한국 다큐멘터리 파노라마
- 춘희막이 - 박혁지
- 다방의 푸른 꿈 - 김대현
- 노인들의 계획 - 장준석
- 가족 쇼크: 마석, 집으로 가는 길 - 박은미

### 월드 쇼케이스
- 지금이라는 이름의 선물 - 데이비드 오시트 외1명
- 이 티셔츠를 어떡하지? - 몬스 몬손 외1명
- 우리는 왜 거짓말을 하는가? - 야엘 멜라메드
- 시티즌포 - 로라 포이트러스
- 시속 60km - 파쿤도 마르구에리
- 내 나이가 어때서 - 군힐 망노르
- 세상을 구한 남자 - 피터 안소니
- 이라크 오디세이 - 사미르
- 13번째 티라노사우루스 - 토드 더글라스 밀러
- 홀로코스트의 아이들 - 제인 휘팅엄
- 장 프랑수아의 낡은 세탁소 - 엘리자베스 보글러

### 아시아의 오늘
- 터키 시네마: 리메이크에서 포르노까지 - 젬 카야
- 다퉁(大同) 개발 프로젝트 - 하오주
- 다시 태어나도 사랑하겠습니다 - 크리스다 팁차이메타
- 핵의 나라 2 - 후나하시 아츠시

### EIDF 포커스: 미래를 향한 창
- 월스트리트의 예언자 - 마커스 베터
- 스위스 비밀계좌를 팝니다 - 벤 루이스
- 드론(영어판) - 톤제 헤센 쉐이
- 힙합어르신, 라스베이거스에 가다 - 브린 에반스
- 먹을래? 먹을래! - 그랜트 볼드윈
- 빅피시 스몰피시 - 로익 주르당
- 스톡홀름 씨의 좋은날 - 프히 암보
- 3D 프린팅: 전설을 만들다 - J. 클레이 트윌 외1명
- 행성, 지구 - 가이 리드

### EIDF 포커스: 어린이와 교육
- 발레 보이 - 케네스 엘브박
- 퀸 오브 사일런스 - 아그니츠카 즈비프카
- 말해 줘, 무싸 - 아낫 고렌
- 시를 파는 소년 - 유디드 카브치
- 얘기해도 돼요? - 이승준
- 어린인생 - 민환기

### EIDF 포커스: 여성 오디세이
- 나는 엄마입니다 - 요나스 베리헬
- 드림캐쳐 - 킴 론지노트
- 인도의 딸: 그날 버스에서 있었던 일 - 레슬리 우드윈
- 나지하의 봄 - 굴사 도건
- 스피드 시스터즈 - 엠버 파레스

### EIDF 포커스: 뮤직 & 아트
- 50번의 콘서트 - 헤디 허니그만
- 시네마: 퍼블릭 어페어 - 타티아나 브랜드룹
- 사랑의 서커스 - 앤더스 리스-한센
- 라산 롤랜드 커크의 검은 클래식 - 아담 카한